# Oppiphorina epaxia
Oppiphorina epaxia is een mosdiertjessoort uit de familie van de Phorioppniidae. De wetenschappelijke naam van de soort is, als Hippoporina epaxia, voor het eerst geldig gepubliceerd in 1984 door Gordon.